# لوكوموشن
«لوكوموشن» (بالإنجليزية: The Loco-Motion)‏ هي أغنية بوب أنتجت عام 1962 وهي من تأليف جيري غوفين وكارول كينج. تمت كتابة الأغنية أصلا للمغنية دي دي شارب إلا أنها رفضتها. عرفت الأغنية بوصولها للمراكز الخمسة الأولى على مجلة بيلبورد الأمريكية في ثلاث مناسبات من ثلاثة فنانين مختلفين من ثقافات مختلفة وفي عقود مختلفة: تم غناؤها في الأصل من مغنية البوب الأمريكية السوداء ليتل إيفا (المركز 1 عام 1962)؛ فرقة الهارد روك الأمريكية غراند فانك ريلرود (المركز 1 عام 1974)؛ والمغنية الأسترالية كايلي مينوغ (المركز 3 عام 1988).
الأغنية هي مثال شهير عن صنف الأغنية والرقصة: حيث أن أغلب كلمات الأغنية تصف الرقصة نفسها، حيث يتم غناؤها في العادة في حفلات الرقص الصفي، على أن الأغنية أتت قبل الرقصة.
هذه الأغنية هي ثاني أغنية تتصدر قائمة بيلبورد من قبل فنانين مختلفين. وكانت الأغنية الأولى التي حققت هذا الإنجاز هي غو أواي ليتل غيرل (ستيف لورنس عام 1962 ودوني أوزموند عام 1971) وهي أيضا من تأليف غوفين وكينغ. وهي إحدى تسع أغاني فقط حتى الآن تحقق هذا الإنجاز.
في وقت لاحق أديت هذه الأغنية من قبل أكثر من 10 فنانين، من بينهم المغنية الفرنسية «سيلفي فارتان» عام 1962 والتي غنتها باللغة الفرنسية، و «ليتل إيفا» التي شاركت في تسجيل نسختها فرقة الفتيات الأمريكية «ذا كوكيز». كما قامت المؤلفة الأصلية للأغنية كارول كينج بغنائها لأول مرة في عام 2005.